# Безконечная
Безконечная — река в России, протекает по оврагу Бесконечному в Кинель-Черкасском районе Самарской области. Устье реки находится в 56 км по правому берегу реки Сарбай. Длина реки составляет 14 км. Площадь водосборного бассейна — 52,2 км².

## Данные водного реестра
По данным государственного водного реестра России относится к Нижневолжскому бассейновому округу, водохозяйственный участок реки — Большой Кинель от истока и до устья, без реки Кутулук от истока до Кутулукского гидроузла. Речной бассейн реки — Волга от верхнего Куйбышевского водохранилища до впадения в Каспий.
Код объекта в государственном водном реестре — 11010000812112100008555.